# ليزا كيم
ليزا كيم (بالإنجليزية: Lisa Kim)‏ هي صحفية أمريكية، ولدت في 1962 في روكفيل في الولايات المتحدة.